# Maryla Falk
Maryla Falk (ur. 26 kwietnia 1906 we Lwowie, zm. 13 czerwca 1980 w Chamonix-Mont-Blanc) – polska indolożka i religioznawczyni.

## Życiorys
Jej życiorys wobec niewielu zachowanych źródeł jest trudny do odtworzenia, prawdopodobnie ukończyła studia orientalistyczne na którymś z polskich uniwersytetów. Studiowała pod kierownictwem Jeana Przyluskiego na Sorbonie i Collège de France. W latach 30. XX wieku prowadziła działalność naukową w Rzymie i w Instytucie Orientalistycznym Uniwersytetu Warszawskiego, publikowała m.in. w Roczniku Orientalistycznym oraz Polskim Biuletynie Orientalistycznym. Współpracowała z Raffaele Pettazzonim i Stanisławem Schayerem. Była członkiem Polskiego Towarzystwa Orientalistycznego. W 1938 roku wygłosiła referat na XX Międzynarodowym Kongresie Orientalistów w Brukseli.
Na początku maja 1939 roku witała w Warszawie wracającego przez Polskę do Indii z Rzymu profesora Surendranatha Dasguptę. W tym samym roku wyjechała do Indii, gdzie została wykładowcą języków słowiańskich i kultury polskiej na Uniwersytecie w Kalkucie. Była inicjatorką i sekretarką założonego 5 października 1939 roku w Kalkucie Indo-Polish Association. Publikowała anglojęzyczne artykuły naukowe w czasopismach indyjskich. W 1947 roku wróciła do Europy, usiłując uzyskać wizę brytyjską, później prawdopodobnie mieszkała w Rzymie. W grudniu tegoż roku została członkiem Société Asiatique w Paryżu. W latach 50. prowadziła ożywioną działalność w międzynarodowym środowisku orientalistycznym, w następnej dekadzie wycofała się jednak z działalności naukowej. Zmarła w osamotnieniu w 1980 roku w swoim domu w Chamonix-Mont-Blanc, po jej śmierci nie został opublikowany żaden nekrolog.
Głównym dziełem Falk jest wydana w 1939 roku w Rzymie praca Il mito psicologico nell’India antica (przekład polski Mit psychologiczny w starożytnych Indiach, Kraków 2011). Praca ta, początkowo niezauważona, została doceniona w środowisku naukowym dopiero po ukazaniu się w latach 80. XX wieku jej reprintu. Opublikowała także rozprawę Il misteri di Novalis (Neapol 1938, opublikowane po polsku jako Dwa „misteria” romantyczne: Novalis, Słowacki) oraz pracę Nāma-rūpa and Dharma-rūpa. Origin and Aspects of an Ancient Indian Conception, wydaną w 1943 roku przez Uniwersytet w Kalkucie.